# آنتمیوس ترالس

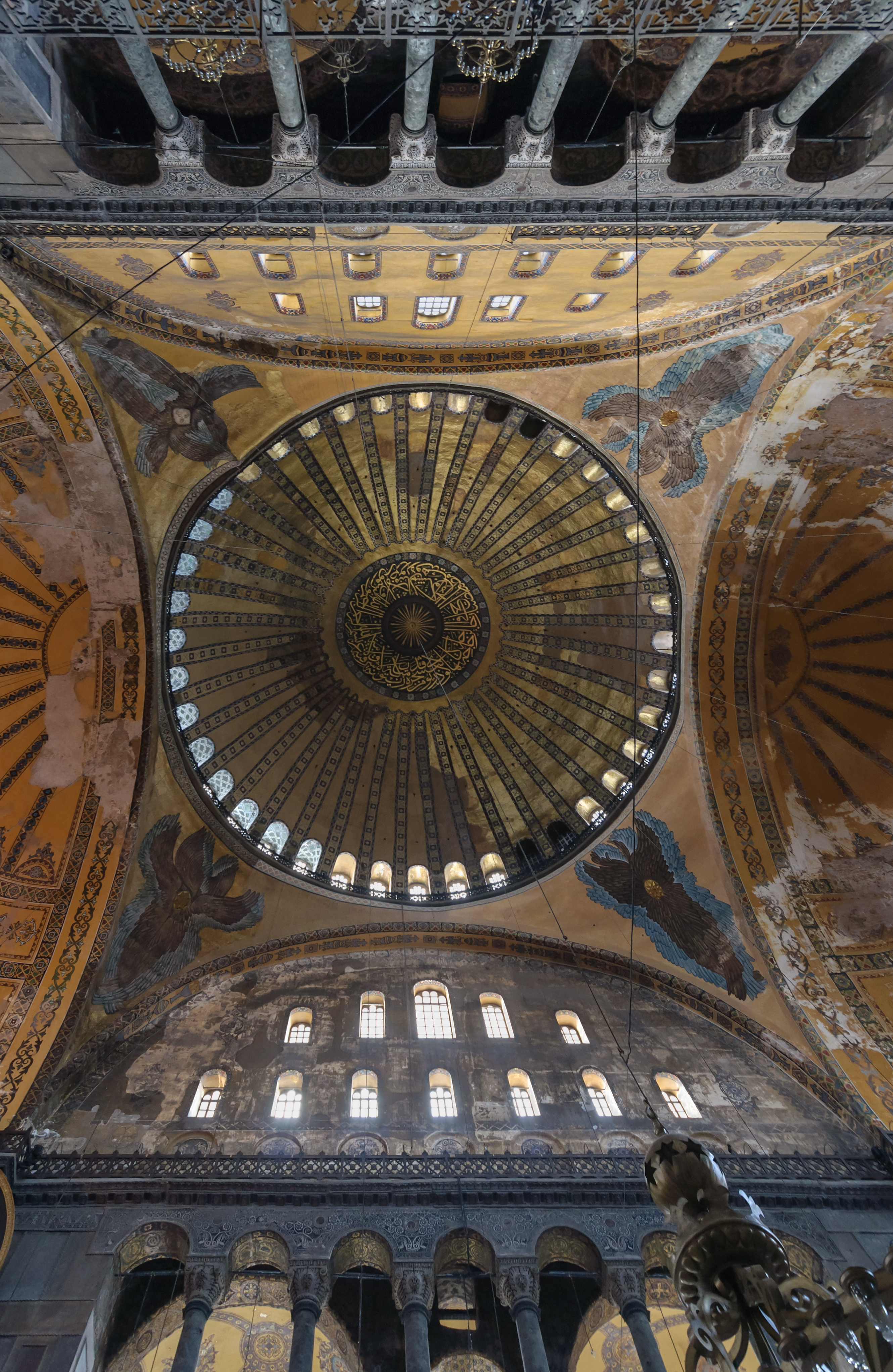
نمای داخلی گنبد عبادتگاه ایاصوفیه در استانبول، توسط آنتمیوس ترالس طراحی‌شده‌است.

آنتمیوس ترالس (یونانی باستان: Ἀνθέμιος ὁ Τραλλιανός؛ ح. ۴۷۴ – نامعلوم)، هندسه‌دان و مهندس یونانی اهل ترالس بود که بر روی معماری روم شرقی واقع در کنستانتینوپل پایتخت امپراتوری روم شرقی فعالیت می‌کرد.